# Iglesia reformada en Hungría

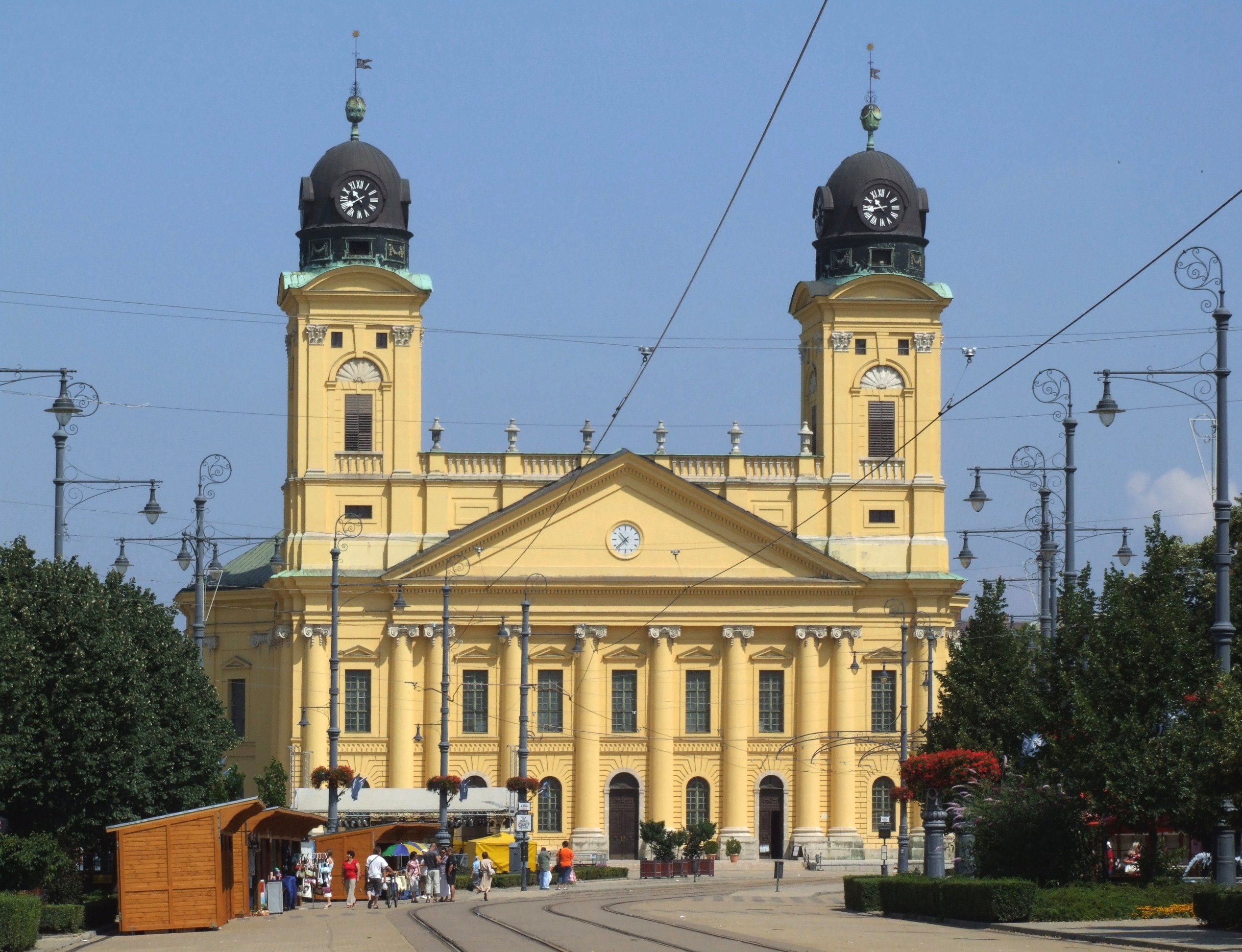
Gran Iglesia Protestante en Debrecen.

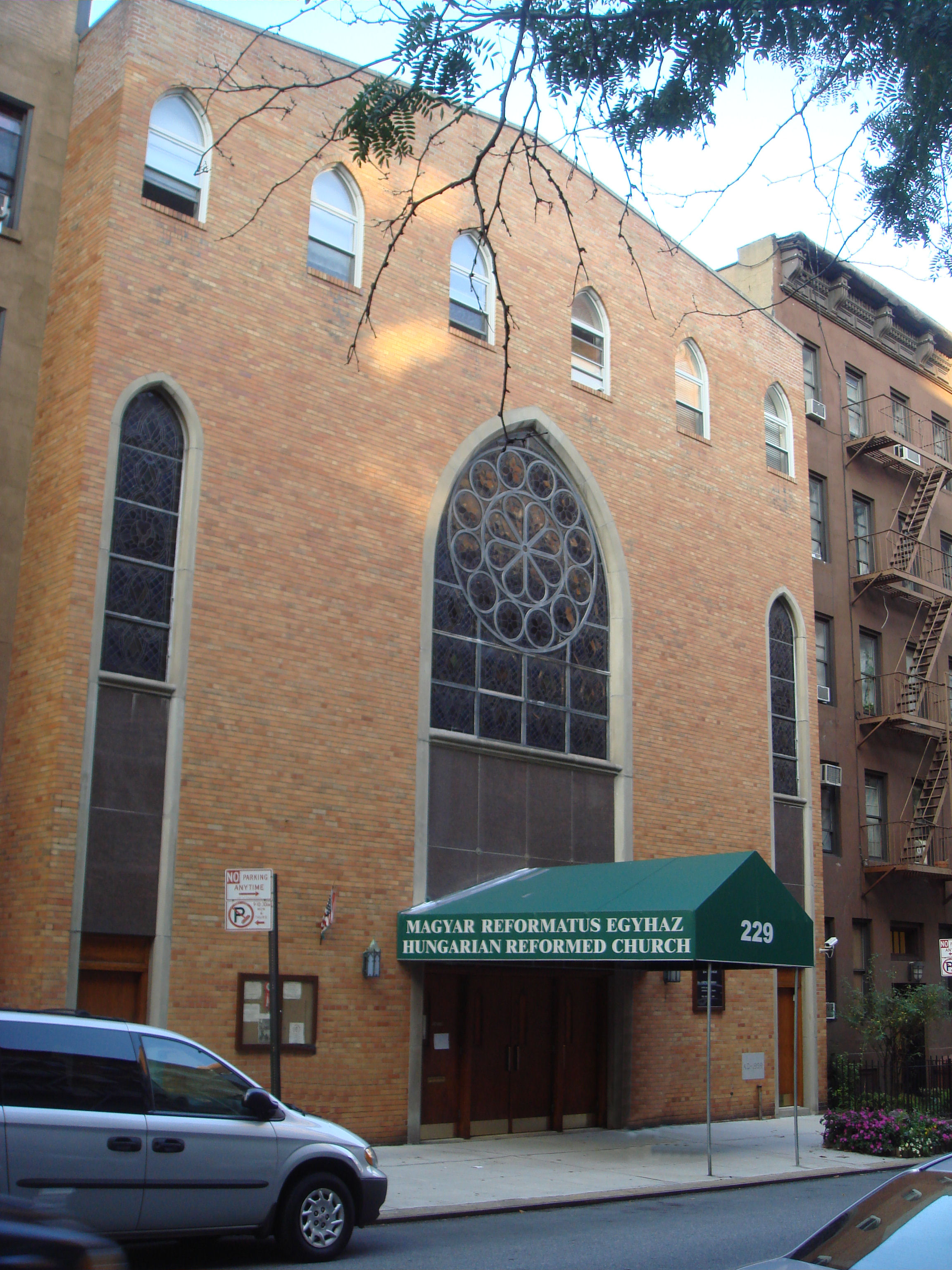
Edificio de la Iglesia Reformada húngara en Manhattan, Nueva York.

La Iglesia Reformada en Hungría (en húngaro: Magyarországi Református Egyház) es una institución cristiana en Hungría; constituye la segunda denominación religiosa en Hungría en número de miembros, después de la Iglesia católica, y es también la más importante entre los húngaros de Rumania. Se trata de una iglesia reformada en la tradición calvinista.